# Pfarrkirche Grades

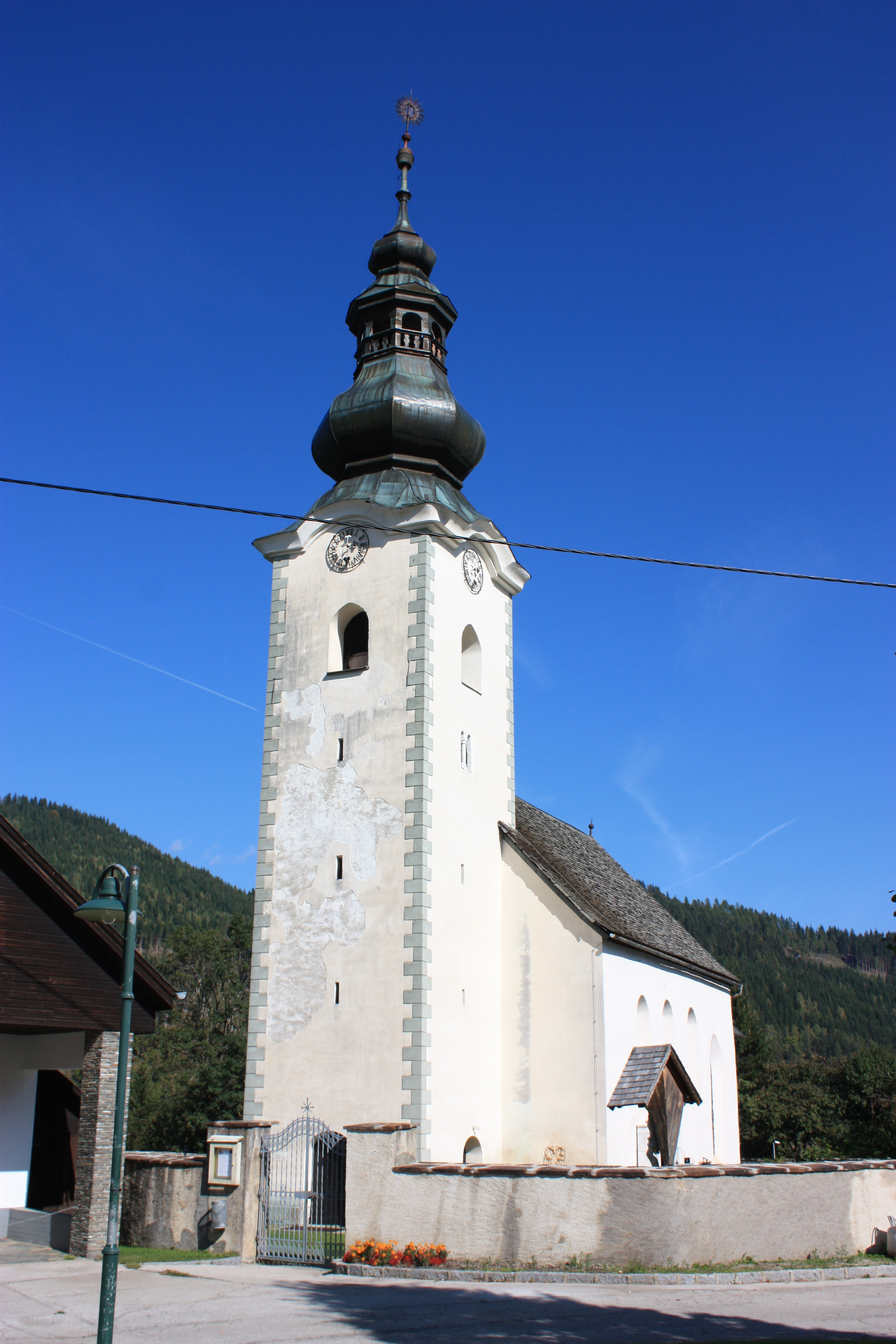
Pfarrkirche Grades

Die römisch-katholische Pfarrkirche Grades mit dem Patrozinium des heiligen Apostels Andreas steht am Ostende des Marktplatzes im Ort Grades in der Gemeinde Metnitz. Die Kirche erhielt 1525 das Pfarrrecht. Bis dahin war sie eine Filiale von Metnitz. Zur Pfarrei Grades gehört die Wallfahrtskirche St. Wolfgang.

## Baubeschreibung
Die Kirche ist im Kern ein romanischer Bau des 12. Jahrhunderts mit einem Schiff, einem eingezogenen, gerade geschlossenen Chor, einem vorgestellten Westturm und einem Sakristeianbau an der Chornordseite. Der Turm hat im vierten Obergeschoß an der Südseite ein gekuppeltes romanisches Fenster, darüber an allen Seiten jüngere Schallöffnungen und einen barocken Zwiebelhelm. An der Westfassade sind Wappengrabplatten der Anna Maria Schmalz aus der ersten Hälfte des 17. Jahrhunderts und die um 1560 entstandene der Gertrud Wachter, geborene Heussin von Kühnburg, angebracht. Weiters findet sich an der Außenmauer ein römerzeitlicher Grabstein mit den Ganzfiguren eines Ehepaares in flachem Relief im Gestus der dextrarum iunctio aus der Mitte des zweiten Jahrhunderts nach Christus. Die Vorhalle im Turmerdgeschoß ist kreuzgratgewölbt. Man betritt die Kirche durch ein Rundbogenportal.
Das Langhaus ist mit einer hölzernen Westempore, einer barocken Flachdecke, hochgelegenen rundbogigen Fenstern sowie einem einzelnen, zweibahnigen, spätgotischen Maßwerkfenster ausgestattet. Im Fenster sind gotische Glasgemälde aus der ersten Judenburger Werkstatt aus der Mitte des 14. Jahrhunderts erhalten. Dargestellt sind Johannes der Täufer und die heilige Katharina mit einem Stifterpaar. Die im Westen eingestellte mächtige Mauer könnte der Rest eines älteren Turmes sein. Die Deckengemälde im Langhaus mit dem Martyrium des Apostels Andreas und den Personifikationen von christlichen Tugenden Glaube, Liebe und Hoffnung malte 1780 Johannes Strobl. Die Wandmalereien aus dem letzten Viertel des 13. Jahrhunderts an der Triumphbogenwand zeigen das Jüngste Gericht, die Katharinenlegende und den Saulussturz. An der Langhausnordwand sind der Apostel Bartholomäus, die heilige Barbara mit Stifter, die Heiligen Georg und Dorothea und vermutlich die Himmelfahrt von Maria Magdalena dargestellt. Ein hoher, romanischer Triumphbogen mit Kämpfergesimsen trennt das Langhaus von dem mit barocken Fenstern versehenen Chor. Über dem Chor erhebt sich ein Tonnengewölbe mit Stichkappen aus dem 17. Jahrhundert.

## Ausstattung
Der Hochaltar von 1680 ist ein Werk des Tischlers Simon Helffenschaider, des Bildhauers Johann Claus sowie des Malers und Fassmalers Christian Lidl. Der Altar besteht aus einem Sockelgeschoß mit Opfergangsportalen, darüber einem Geschoß im Triumphbogentypos und einer kleinen Ädikula mit Doppelsäulenstellung im gesprengten Giebel. Die seitlichen Ohren sind mit einfachem Akanthus verziert. Den Mittelpunkt bildet die Statue des heiligen Andreas, flankiert von Franz von Assisi und Antonius von Padua. Darüber steht Johannes der Täufer. Im obersten Aufsatz ist die Marienkrönung dargestellt.
Der linke Seitenaltar von 1685 setzt sich aus einer einfachen Ädikula über einem kleinen Sockel und einem gesprengten Segmentgiebel mit kleiner Ädikula als Aufsatz zusammen. Das Mittelbild zeigt Maria Immaculata, die seitlichen Bilder die Heiligen Katharina und Barbara, das Aufsatzbild den heiligen Josef.
Der rechte Seitenaltar von 1687 gleicht im Aufbau dem linken. Die Fassung und die Malereien stammen von Christian Lidl. Das Mittelbild stellt den heiligen Sebastian, die Seitenbilder die Heiligen Martin und Nikolaus und das Oberbild den heiligen Florian dar.
Die Kanzel wurde 1688 von Christian Lidl gefasst. Die Bilder am Kanzelkorb geben die vier Evangelisten wieder. Die Kanzelrückwand bildet ein St. Sebastian Bild aus der ersten Hälfte des 18. Jahrhunderts. Den Schalldeckel bekrönt ein IHS-Zeichen im Strahlenkranz.
An Konsolfiguren besitzt die Kirche die Heiligen Franz Xaver und Johannes Nepomuk aus dem Jahre 1739, den von Engeln umgebenen Franz von Assisi von 1734 sowie zwei kleine Konsolfiguren einer Anna selbdritt und des heiligen Jakobus aus der ersten Hälfte des 18. Jahrhunderts. Das Gemälde eines Ordensheiligen stammt aus dem 18. Jahrhundert, der becherförmige Taufstein aus dem Jahre 1475.
In der Kirche sind die Wappengrabplatte des Andre Staudacher († 1437), der Grabstein der Edlen Maria Salome, geborene Gall von Brixen aus der ersten Hälfte des 16. Jahrhunderts sowie ein Epitaph für Onopherüs Rainerer mit Kreuzigungs- und Stifterdarstellung von 1566, gestiftet von Veronika Furtmayrin Freiin zu Spauer, angebracht.